# Aragonès de la Vall de l'Ebre
L'Aragonès de la Vall de l'Ebre és un dialecte de l'aragonès que es parlava a la Depressió de l'Ebre d'Aragó fins que en els segles XVI i XVII principalment es va produir un procés de substitució lingüística per part del castellà, quedant lèxic residual en l'actual castellà d'Aragó que ho ha substituït.
La part del lèxic originat en aragonès que perdura actualment en localitats castellanoparlants i que representa un substrat lingüistic, també es pot conèixer l'aragonès de la Vall de l'Ebre per texts notarials escrits en el estàndard medieval conegut com a scripta aragonesa i per textos escrits en alfabet àrab o literatura aljamiada. Els elements romanços que es troben en el llatí medieval també informen de com era l'aragonès de la Vall de l'Ebre.
L'aragonès de la Vall de l'Ebre estava en contacte al sud-est amb l'aragonès de les comunitats aragoneses en el Sistema Ibèric i amb el navarrès al nord-est, però era més semblant a les parles alt-aragoneses. El substrat de l'aragonès actual a l'aragonès de la Vall de l'Ebre ensenya la més gran part dels caràcters de la fonètica aragonesa.

## Fonètica
Són representats els caràcters generals de la fonètica aragonesa típica, alineant-lo amb les parles alt-aragoneses en gran manera respecte l'aragonès de les comunitats aragoneses.
No obstant hi ha menor resistència a la sonorització de les consonants sordes intervocàliques llatines /-P-/, /-T-/ i /-K-/, que per un regular sonoritzant arcual veiem al lèxic conservat i als texts medievals (forigar, recollir), mateix en els elements romanços presents en llatí medieval. Els casos en els que es conserven són casos especials (gayata, pescatero), a vegades per semblança amb sufixos castellans (melic).

## Morfologia
L'article definit que s'escrivia era el, los, la, las, però a vegades es pot veure escrit lo, los,la,las, encara present en determinades parles alt-aragoneses com el cheso o la parla semontanesa com el Navalès. No hi ha evidència d'ús de l'article o, os, a, as, que si que pot veure #es en topònims en texts medievals de l'Alt Aragó.
Els participi que s'escrivia era -ado, -ido. No hi ha constància que existissin participis en -au, -iu ja a l'edat mitjana, però els participis en -au se seguin en castellà d'Aragó en tots els indrets i alguns participis en -iu localment.
El passat imperfecte d'indicatiu de les conjugacions en -er i -ir que s'escrivia era en -ía, però es feien servir imperfectes en -iba, que es conserven en el castellà d'Aragó actual del Baix Aragó.
Es feien servir els principals sufixos aragonesos, i el diminutiu més productiu va ser el diminutiu -et, -eta, -etz amb diferents pronunciacions (-és, -ell, -ed), que encara és productiu (pel menys en gent nascuda en la segona mitat del segle XX) en diferents localitats del Baix Aragó, Monegres i àrees recentment castellanitzades de la Plana d'Osca. El diminutiu -et va ser substituït pel diminutiu -ico d'origen castellà en texts escrits des del segle xv.

Evolució històrica de l'aragonès-navarrès-riojà

## Lèxic
A la Ribera Baixa de l'Ebre, Baix Aragó i Maestrat Aragonès hi havia paraules del lèxic típic de l'aragonès oriental i aragonès centre-oriental com asobén i flehera ("freixera").